# Louhisaari (ö i Kajanaland, Kehys-Kainuu, lat 64,34, long 29,10)
Louhisaari är en ö i Finland. Den ligger i sjön Kuivajärvi och i kommunen Kuhmo i den ekonomiska regionen  Kehys-Kainuu  och landskapet Kajanaland, i den centrala delen av landet, 500 km norr om huvudstaden Helsingfors. Öns area är 3,7 hektar och dess största längd är 360 meter i sydöst-nordvästlig riktning.